# Seguretat ciutadana

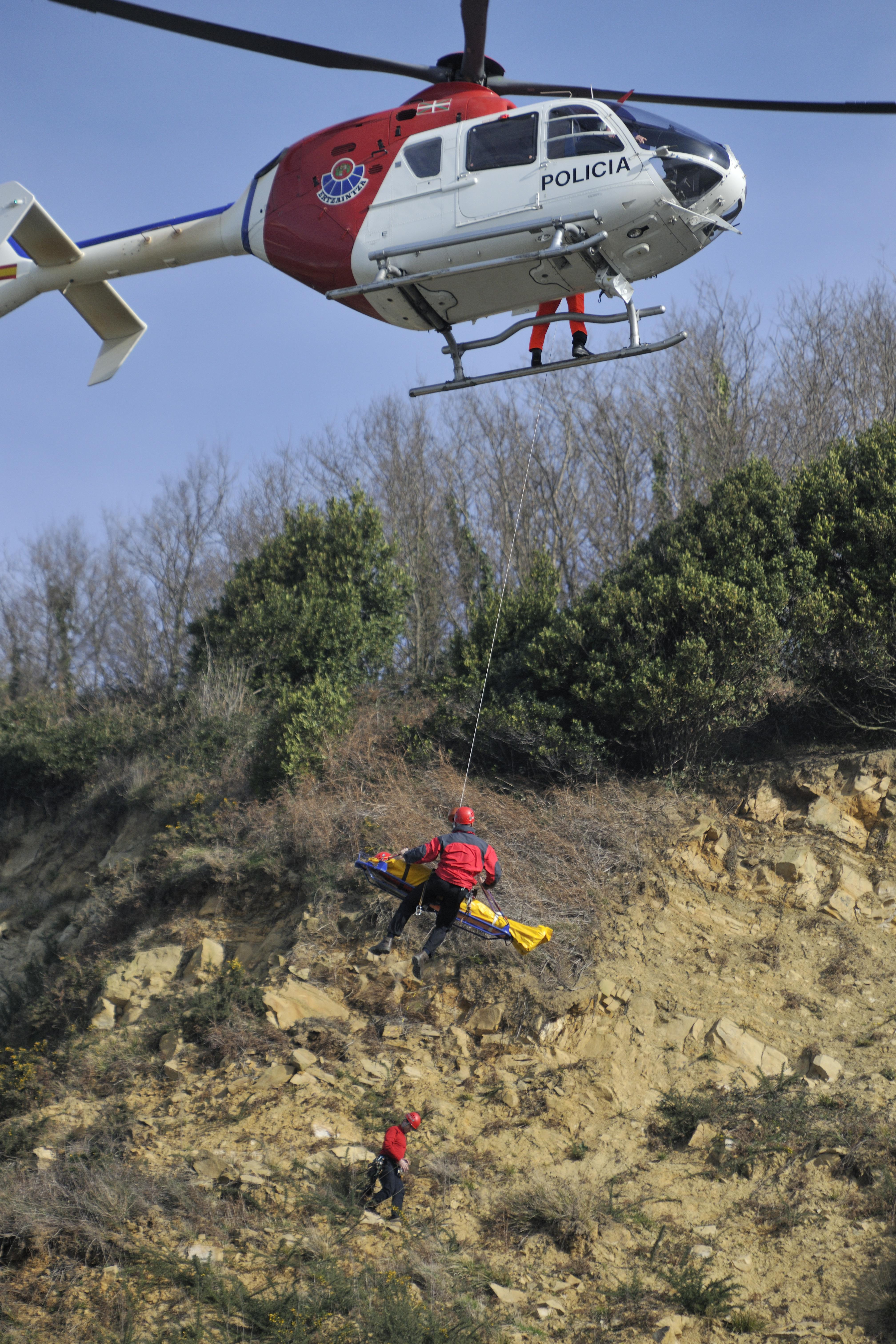
La seguretat ciudadana s'entén com l'acció de l'Estat per protegir el ciutadà i assegurar-ne la qualitat de vida. A la imatge s'observa un rescat en muntanya.

La seguretat ciutadana és l'acció integrada que desenvolupa l'Estat amb la col·laboració de la ciutadania i d'altres organitzacions de bé públic, destinada a assegurar la convivència pacífica, l'erradicació de la violència, l'ús pacífic i ordenat de vies i d'espais públics i, en general, evitar la comissió de delictes i faltes contra les persones i contra llurs béns.
En termes generals, per seguretat ciutadana s'entén el conjunt d'accions democràtiques a favor de la seguretat dels habitants i dels seus béns, i ajustades al dret de cada país. De fet, el repte actual és harmonitzar l'exercici dels Drets Humans de cada un amb les diferents polítiques en matèria de seguretat ciutadana dels estats. Per exemple, l'Organització dels Estats Americans planteja que de vegades s'apliquen polítiques que s'han demostrat ineficaces com augmentar les penes, la reducció de garanties processals o mesures per aplicar el dret penal a menors d'edat; que poden derivar en moviments paramilitars o parapolicials quan l'Estat no és capaç de reaccionar d'una forma eficaç contra la violència i el delicte i, per tant, la situació s'agreuja.

## Història del concepte
L'origen modern del concepte de seguretat ciutadana és conseqüència directa d'un altre concepte del segle xviii al començament de l'edat contemporània: l'ordre públic. Aquest és un concepte liberal que apareix a l'article 9 de la Declaració dels Drets de l'Home i del Ciutadà de 1789, document fonamental de la Revolució Francesa:
| « | Ningú no pot ser inquietat per les seves opinions, àdhuc les religioses, sempre que la seva manifestació no alteri l'ordre públic establert per la llei. | » |

A més a més, l'article 4 del mateix document relaciona la llibertat individual amb aquest concepte:
| « | La llibertat consisteix a poder fer tot el que no sigui perjudicial a l'altre. Així doncs, l'exercici dels drets naturals de cada home no tenen cap altre límit que aquells que assegurin als altres membres de la societat el gaudi d'aquests mateixos drets; aquests límits només poden estar determinats per la llei. | » |

En aquest sentit, si s'estén el concepte d'ordre públic com a limitació a la llibertat ideològica de l'article novè, a la definició de llibertat individual de l'article quart, apareix el concepte d'ordre públic: «L'ordre públic s'estableix amb garantia i límit de la llibertat i, com ella, consisteix en el fet que ningú no pot fer res que sigui perjudicial als altres».
Amb el temps aquest concepte d'ordre públic va evolucionar en el de seguretat ciutadana, molt més ample, i que incorpora els valors de l'Estat social i democràtic de Dret, fins al punt que el concepte va més enllà de forçar els ciutadans a l'obediència de la norma, sinó a garantir-ne la qualitat de vida.
| « | Aquesta qüestió és ben interessant, perquè en col·locar al mateix pla els conceptes de democràcia i seguretat, percebem amb més claredat el risc que es corre quan davant de les demandes de seguretat, la democràcia apareix associada a sentiments de perill, por i urgència. Es tracta, doncs, de deixar de banda el paradigma de l'ordre, per ubicar-nos en el de la seguretat urbana, entenent seguretat de les persones i no seguretat de l'Estat. | » |